# ヨージェフ・ステファン研究所
ヨージェフ・ステファン研究所（ヨーゼフ・ステファンけんきゅうじょ、スロベニア語：Institut "Jožef Stefan", 英語：Jožef Stefan Institute）は、スロベニア、リュブリャナにある高等教育機関。

## 概要
1949年に設立。スロベニアの物理学者であるヨーゼフ・シュテファンにちなんで名づけられた。

## 研究室
- 物理学
- 化学と生化学
- 電子情報技術
- 原子力工学とエネルギー

## 協定校
- 日本
  - 徳島文理大学（2005年）